# Харбінська соборна мечеть
Харбінська соборна мечеть (кит.: 道外清真寺; піньїнь: Dàowài Qīngzhēnsì) — мечеть в Харбіні, Китай. Це найбільша мечеть в провінції Хейлунцзян.

## Історія
Спочатку цегляно-дерев'яна мечеть була побудована в 1897 році за імператора Цзайтянь (Династія Цін). Відновлена в 1904 році. Заново відновлена на пожертви віруючих в 1935 році. В 2003 році була остання реставрація.
Мечеть збудована в аравійському стилі загальною площею 426 квадратних метрів. В ній одночасно може молитися до 600 чоловік.
Будівля є визначною пам’яткою Харбіна, і з недавніх пір охороняеться державою в особі муніципалітету.